# Innertkirchen
Innertkirchen är en ort och kommun i distriktet Interlaken-Oberhasli i kantonen Bern, Schweiz. Kommunen har 1 075 invånare (2023).
I kommunen finns även orten Gadmen som tidigare var en egen kommun, men som 1 januari 2014 inkorporerades i Innertkirchen.